# Musée d'Histoire d'Arévalo
Le Musée d'Histoire d'Arévalo (Museo de Historia de Arévalo en espagnol) compte avec une centaine de pièces qui sont liées à l'histoire de cette ville : objets qui datent du Chalcolithique et l'époque romaine, ainsi qu’avec des œuvres médiévales, modernes et contemporaines, une bonne collection de maquettes des principaux bâtiments historiques de la ville: le disparu Palais Royal, le Palais des Sedeño ou le château et une salle au patrimoine de la ville d'Autun (France), métropole jumelée avec Arévalo depuis l'année 2005.